# El Correo Canadiense
El Correo Canadiense es un periódico semanal en español de Canadá, fundado en el 2001 por Dan Iannuzzi. Es una publicación de Grupo Correo. En política internacional y particularmente sobre Venezuela y Cuba sigue la línea de Prensa Latina, es decir la de La Havana. 
Su eslogan es: el periódico en español más influyente; podría a ser "el periódico en español más insinuante."

## Distribución
La distribución tiene más de 300 puntos en el sur-occidente de Ontario
Tiene una circulación de 10.000 ejemplares en el área metropolitana de Toronto, por el oeste hasta St Catherine's, en el norte hasta Barrie, y el este hasta Scarborough
El periódico se distribuye todos los viernes.